# تغصن (لا عصبي)
التغضن هو بروز أو تفرع من سيتوبلازم الخلية.
عادة ما يستخدم المصطلح للتعبير عن التفرعات في العصبون، لكن يمكن استخدامه أيضا في أنواع أخرى من الخلايا لديها نفس الشكل أو المظهر، مثل:
- الخلايا المتغصنة
- الخلية الميلانينية
- خلية ميركل